# Les Guérillères
Les Guérillères est un roman de Monique Wittig paru en 1969 aux éditions de Minuit.

## Résumé
Paragraphe après paragraphe, le roman décrit la vie, les rites et les légendes d'une communauté entièrement composée de femmes. Vivant entre elles, partageant une sexualité lesbienne, elles rejettent les images de la femme pour sortir de l'aliénation.
La deuxième moitié du roman raconte la lutte armée de ces femmes, contre certains hommes qui veulent combattre leur liberté. Certains hommes s'associent à elles dans leur lutte d'Amazones.

## Réception
Les Guérillères a été traduit en anglais, pour paraître aux États-Unis en 1971. Ce roman est depuis souvent commenté dans les universités américaines (voir les liens externes).

## Commentaires
Le roman commence (et se clôt) par un poème-manifeste en majuscules (« ELLES AFFIRMENT TRIOMPHANT QUE/TOUT GESTE EST RENVERSEMENT »). Le récit se déroule sur la page de gauche face à la page de droite qui sert de page d'histoire contre laquelle se crée l'épopée des Guérillères.
Ce texte se présente sous forme de paragraphes courts dont la forme s'inspire des laisses de la chanson de geste médiévale (Chanson de Roland, Guillaume d'Orange) prose poétique. Toutes les cinq pages s'alignent des listes de prénoms féminins et féminisés qui sont "un cortège qui traverse le livre, représentant les guérillères comme venant du monde entier". Pour séparer les trois parties, le symbole du cercle se répète trois fois pour représenter le cycle, l'ouroboros, un labyrinthe sans chemin, un thiase dionysiaque… 
Le pronom le plus utilisé est le pronom elles auquel l'auteur entend rendre son usage et sa légitimité, contre l'universalisation du masculin. Monique Wittig a dans La Pensée straight décrit ce roman comme une utopie ou une épopée féministe.
L'autrice reconnaît avoir repris des citations de plusieurs ouvrages qu'elle cite en fin d'ouvrage en une longue liste, d'Aristophane à Herbert Marcuse.